# Brodniki
Brodniki – osada w Polsce położona w województwie zachodniopomorskim, w powiecie gryfickim, w gminie Gryfice.
Na południowy zachód od osady znajduje się wzniesienie Gołogóra. 
Od 2014 roku miejscowość jest siedzibą sołectwa, obejmującego także miejscowości Grębocin i Lubin.
W latach 1975–1998 miejscowość administracyjnie należała do województwa szczecińskiego.